# 奧爾利夫卡 (奧切雷蒂內市鎮)
48°09′45″N 37°38′14″E / 48.16250°N 37.63722°E
奧爾利夫卡（羅馬化：Orlivka）是位於烏克蘭東部的村莊，由顿涅茨克州波克羅夫斯克區的奧切雷蒂內市鎮負責管轄。該村始建於1847年，海拔195米，2001年人口為874人。2024年3月19日，俄罗斯声称已控制奧爾利夫卡。